# ウラジーミル・アルチャコフ
ウラジーミル・ウラジーミロヴィチ・アルチャコフ（ロシア語: Владимир Владимирович Артяков、Vladimir Vladimirovich Artyakov、1959年7月30日 - ）は、ロシアの経済学者、実業家、政治家。2007年から2012年までサマラ州知事。統一ロシア所属。モスクワ出身。
全連邦工科大学、ロシア公共政策アカデミー、ロシア連邦軍軍事参謀アカデミーに学び、経済学博士号を取得している。軍事科学アカデミー教授、ロシア技術（エンジニアリング）アカデミー正会員であり、ロシア連邦科学技術賞を受賞している。軍産複合体に長い期間務めた後、1997年からロシア大統領府入りする。1997年「プロメクスポルト」社副社長。2000年から2006年まで「ロスボロネクスポルト」社副社長。2005年「アフトヴァース」（AvtoVAZ、ヴォルガ自動車工場）社取締役会議長（会長）。2006年12月アフトヴァース・グループ会長。2007年ロシア機械製作同盟第一副議長に選出される。同年8月27日サマーラ州知事代行を経て、8月29日知事に就任する。
私生活では、夫人との間に一男がいる。